# クラウザー・ドマニ

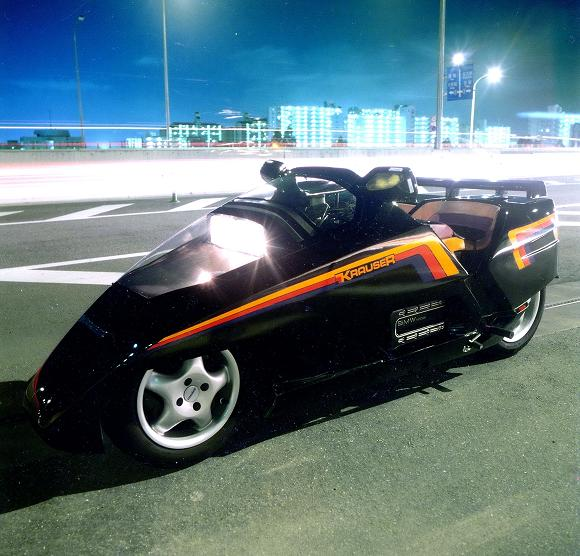
1100ssi

ドマニ(伊: Domani)はドイツのクラウザー社が製造しているサイドカーである。本項では派生車種であるドポ・ドマニ(伊: Dopo domani）についても記述する。

## 概要
創業者ミヒャエル・クラウザーの「理想のサイドカー」というコンセプトの元でイギリス・BRMが設計した。フレーム製造担当はドイツ・メッサーシュミット、シャーシ製造はスイス・LCRエンジニアリングが担っている。ドイツ本国では1985年のIFMAケルンショーにて初公開された。当初はコンセプトモデルとして量産には消極的であったとされるが、反響が大きく1990年前後に量産化された。一般にはサイドカーに分類されることが多いが、製品として完成販売されているオートバイにサイドカーを取り付けたものとは構造が大きく異なり、創業者は生前のインタビューで「全く新しい乗り物」としている。
サイドカーのステアリングは一般に車重に従って重くなりがちで重心左右の不均・駆動力の左右差等により加速減速時左右にブレるが、ドマニはレース用のステアリングシステムを採用していて、操作が軽く加減速時もブレは起こらない。ただし、ハンドルは深く切れず最小回転半径は大きい。バックギアは基本新車販売時には装備されていない。社外品としてメカニカル式と電動モーター式が販売されているがメカニカル方式の場合は1速ギアとの置き換えとなる。ブレーキは右レバーが前輪ブレーキを制動するのは多くの自動二輪と同じであるが、右フットブレーキは三輪全部を制動するインテグラルタイプである。
メーカー出荷時のカラーバリエーションは3タイプのみ。クラウザーのメーカーカラーが白地にオレンジ・パープル・ブルーラインなので、初期の全てとほとんどはこのカラーでペイントされている。後にメタリックレッド、次いでメタリックシルバーが追加された。ソリッドブラックはカスタムオーダーであるため既製品では存在しない。
多数のバックオーダーを抱えてもラインの増設など行わなかったため、長い時は納車に2年近く要した。1995年前後に2年間ほどラインが凍結されたが程なく再開された。2007年頃より予め製作していた在庫のシャーシが底を付き、新たにシャーシ製造を行う予定もない。現在までの総生産数は300台弱、一説では250台に満たないとされる。欧州で販売されている一般的なサイドカーに比べて高価であり、本国やヨーロッパで販売は振るわず、最大のマーケットは日本、次いでアメリカであった。
完全受注生産車で、本体に付随してオーナーに贈られる豪華な装丁のサービスマニュアルには工場出荷日時やフレームナンバー、車体色、メインキー・ガソリンタンクキーナンバー、ミヒャエル・クラウザーの直筆サインが記載されている。

## バリエーション

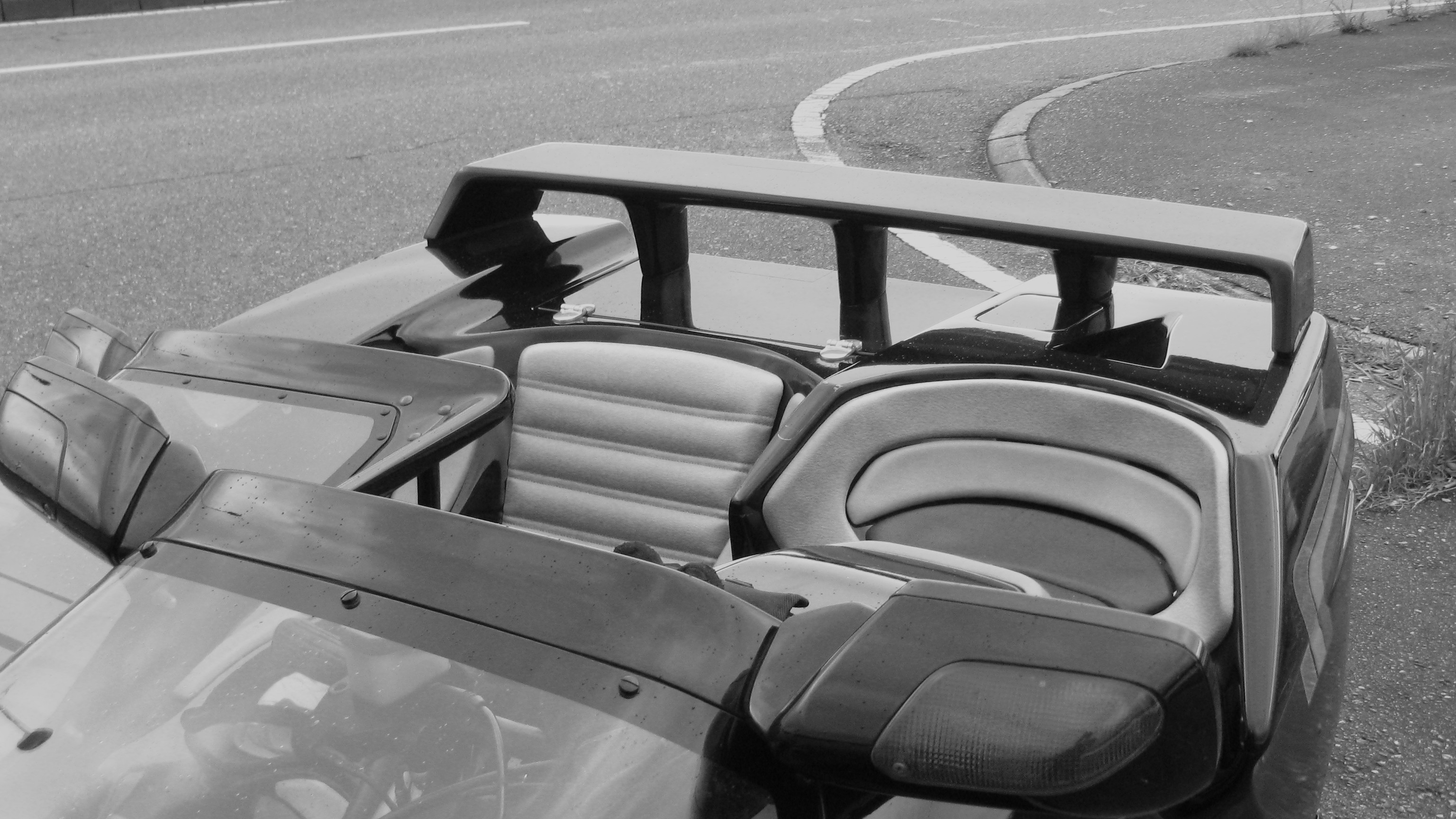
プロトタイプのリアウイング

ヘッドライトはプロトタイプではデュアルタイプであったが初期量産車はシングルタイプになっていた。車検の関係でドイツ本国とアメリカ向けはヘッドライトが黒い出目金のように表に飛び出していたが、その他の国向けはフロントスクリーン内蔵である。1997年のカスタムオーダー車で装備されたのをきっかけに1998年式から量産車もプロトタイプと同様デュアルタイプに変更された。
フロントウインカーはプロトタイプでは埋め込み式であったが量産車ではビルトインミラー方式になっている。
このほか、量産化される際にリアウイングが小型化され、ガソリンタンクがパッセンジャーのボディ隣りからドライバーの真後ろに位置変更された。

### 1000cc
当初BMW K100用の直列4気筒1000ccエンジンを装備した。ドイツ国内の車検テストにおいて最高速度170km/hを正式認定されている。テストライダーのコメントでは安全限界速度が200km/hとある。

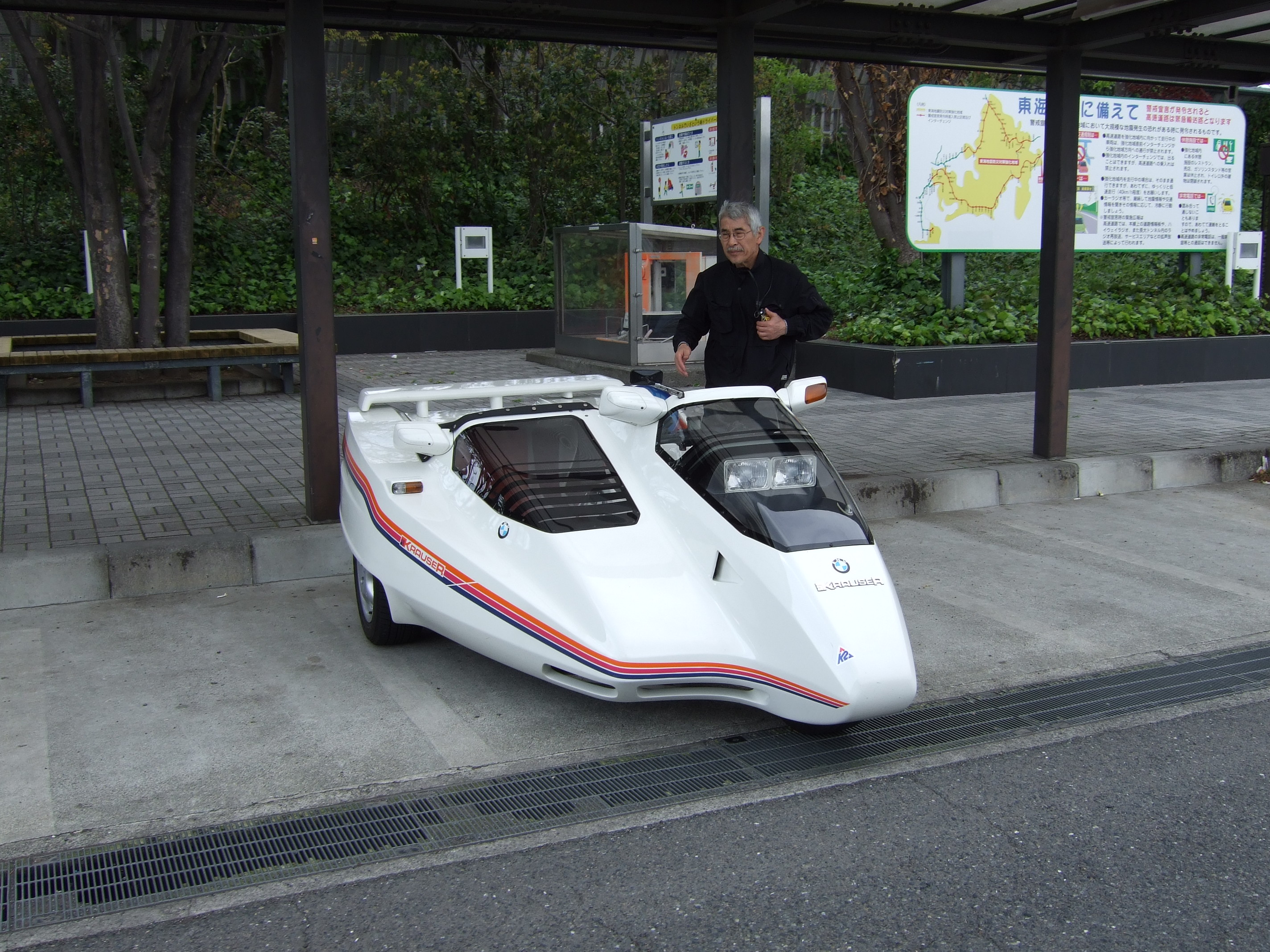
ドマニssi

### 1000cc ssi
インジェクション化され車両後部に「ssi」のエンブレムがついた。ssは「スーパースポーツ」「スポーツサイドカー」等諸説ある。

### 1100cc ssi
BMWのK1100用1100ccエンジンとなった。カタログデータでは最高速度は180km/hの表示があるが、アウトバーンにおいて未公認ながら230km/hを記録している。エンジンバリエーション・年式・個体ごと絶えず改良が行われている本機において最も熟成が進んだバリエーションとオーナーや販売店によって評されているので中古市場での人気は最も高い。

### 1200cc ssi
BMWのK1200用1200ccエンジンとなった。最終型はリア部のストップランプ、ウインカーが丸形にマイナーチェンジされている。

### ドポ・ドマニ
一体型カウルを廃し一般的なサイドカーに近いスタイリングとなったネイキッドタイプで、メンテナンス性とエンジン排熱効率が向上した。2005年プロトタイプが製作され、後年ごく少数生産された。本国での参考価格は48000-54000ユーロであったが日本への正式な輸入は行われなかった。

## 日本における事情
日本では1989年の東京モーターショーで初公開された。当初はカテゴリーをサイドカーとするか三輪自動車とするかで揺れたが、高性能が故に普通自動車運転免許しか持っていない者が乗ると安全ではないこと等の背景から、メーカーと日本代理店が苦労してサイドカー認定を取得した。2011年時点でも毎年3台程度生産されている。2011年3月の価格は980万円だった。ユーロ/円の変動によって価格も変動するらしい。
夏の渋滞路を走行中ラジエターに穴が空いた事例が多数報告されている。

### 登場した漫画
- 『ああっ女神さまっ』 - 藤島康介著－登場人物の一人　初代自動車部部長・藤見千尋の愛車として登場。
- 『キカイダー02』 - MEIMU著－主人公ジローの愛車として登場。
- 『ばくおん!!』 - おりもとみまな著－三ノ輪家の執事早川が文化祭のレース中継車として使用。